# 爱情党
爱情党（義大利語：Partito dell'Amore，简称PdA）是意大利的一个政党，于1991年7月12日由色情演员莫娜·波齐和伊萝娜·史特拉联合成立，后者是众议院成员。
该党由伊萝娜·史特拉的经理里卡多·斯基基组织，作为传统政党的戏仿。然而它后来被拥护者莫罗·比乌齐（Mauro Biuzzi）和马塞拉·津加里尼（Marcella Zingarini）认定为反文化运动。
在与卡洛·法图佐的退休者党短暂结盟后，波齐在1992年大选中竞选议员失败。1993年，波齐竞选罗马市长。